# Parasophista
Parasophista är ett släkte av fjärilar. Parasophista ingår i familjen plattmalar.
Kladogram enligt Catalogue of Life:
| Parasophista | \| \| Parasophista metrionoma \| \| \| \| \| \| Parasophista mitosema \| \| \| \| |
|              | \| \| Parasophista metrionoma \| \| \| \| \| \| Parasophista mitosema \| \| \| \| |
|              | Parasophista metrionoma                                                           |
|              |                                                                                   |
|              | Parasophista mitosema                                                             |
|              |                                                                                   |